# Styx
Styx é uma banda americana de rock. Foi formada originalmente em Chicago, Illinois, em 1961, com o nome de The Tradewinds, e tocava em bares locais. Essa última formação tinha os irmãos Chuck e John Panozzo na guitarra e bateria, respectivamente; e como vocalista, pianista, tecladista e tocador de acordeão, Dennis Deyoung. Trocando brevemente o nome para TWA, Chuck foi para o baixo e a banda adicionou os vocalistas/guitarristas James "J.Y." Young e John Curulewski.
Em 1972 a banda mudou de nome quando assinaram com a gravadora Wooden Nickel Records, e depois de muitas discussões, Styx foi o nome escolhido "porque era a única coisa que nenhum dos integrantes odiavam" e lançaram seu primeiro álbum.
Durante a década de 1970, o Styx foi uma das bandas de maior sucesso, e no início da década de 1980 a banda tornou-se a primeira, em toda a história do rock’n roll a ter quatro discos de platina triplos com grandes sucessos como "Come Sail Away", "Mr. Roboto", "Boat on The River", "Babe" e "Castle Walls".

## Discografia

### Álbuns de estúdio
| Ano  | Título                      | Billboard Albums 200 | UK Top 100 | RIAA            | BPI   |
| ---- | --------------------------- | -------------------- | ---------- | --------------- | ----- |
| 1972 | Styx                        | -                    | -          | -               | -     |
| 1973 | Styx II                     | 20                   | -          | Ouro            | -     |
| 1973 | The Serpent Is Rising       | 192                  | -          | -               | -     |
| 1974 | Man of Miracles             | 154                  | -          | -               | -     |
| 1975 | Equinox                     | 58                   | -          | Ouro            | -     |
| 1976 | Crystal Ball                | 66                   | -          | Ouro            | -     |
| 1977 | The Grand Illusion          | 6                    | -          | 3xMulti-Platina | -     |
| 1978 | Pieces of Eight             | 6                    | -          | 3xMulti-Platina | -     |
| 1979 | Cornerstone                 | 2                    | 36         | 2xMulti-Platina | -     |
| 1981 | Paradise Theatre            | 1                    | 8          | 3xMulti-Platina | Prata |
| 1983 | Kilroy Was Here             | 3                    | 67         | Platina         | -     |
| 1990 | Edge of the Century         | 63                   | -          | Ouro            | -     |
| 1999 | Brave New World             | 175                  | -          | -               | -     |
| 2003 | Cyclorama                   | 127                  | -          | -               | -     |
| 2005 | Big Bang Theory             | 46                   | -          | -               | -     |
| 2010 | Regeneration: Volume 1 (EP) | -                    | -          | -               | -     |

## Singles
- Best Thing (1972) #82 US
- Lady (1975) #6 US
- You Need Love (1975) #88 US
- Lorelei (1976) #27 US
- Mademoiselle (1976) #36 US
- Come Sail Away (1978) #8 US
- Fooling Yourself (The Angry Young Man) (1978) #29 US
- Blue Collar Man (Long Nights) (1978) #21 US
- Renegade (1979) #16 US
- Sing for the Day (1979) #41 US
- Babe (1979) #1 US; #6 UK
- Why Me (1980) #26 US
- Borrowed Time (1980) #64 US
- The Best of Times (1981) #3 US, #42 UK
- Too Much Time on My Hands (1981) #9 US
- Nothing Ever Goes as Planned (1981) #54 US
- Mr. Roboto (1983) #3 US, #90 UK
- Don't Let It End (1983) #6 US, #56 UK
- High Time (1984) #48 US
- Music Time (1984) #40 US
- Love Is the Ritual (1990) #80 US
- Show Me the Way (1990) #3 US
- Love at First Sight (1991) #25 US